# Saint-Jean-le-Blanc
Saint-Jean-le-Blanc è un comune francese di 8 486 abitanti situato nel dipartimento del Loiret nella regione del Centro-Valle della Loira.  

## Geografia fisica
La città è situata sulla riva sinistra della Loira e forma un unico agglomerato urbano con Orléans. La maggior parte del suo territorio si trova in zona inondabile, anche se l'ultima piena ha toccato la città nel XIX secolo.

## Storia
Sono state ritrovate tracce di una via romana che andava da Genabum (oggi Orléans) ad Avaricum (oggi Bourges), dando nome a un toponimo attuale, le Pavé Romain
La prima menzione del nome della città ha la data del 1229 (Sanctus Johannes Albus).
Un castello, di cui non resta più alcuna traccia, venne costruito nel 1233. Venne trasformato in convento nel 1578, poi riconvertito a diversi usi finché una scuola venne costruita sul suo terreno
Durante la guerra dei Cento Anni, il territorio cittadino era occupato dalla difesa inglese. Giovanna d'Arco vi combatté prima di liberare Orléans.
Nel 1602 venne costruita la chiesa, la cui prima pietra venne posata da Enrico IV.

## Società

### Evoluzione demografica
Abitanti censiti

## Amministrazione

### Gemellaggi
- Bad-Friedrichshall, Germania, dal 1989